# Diretas Já
Diretas Já foi um movimento político de cunho popular que teve como objetivo a retomada das eleições diretas ao cargo de presidente da República no Brasil, durante a ditadura militar brasileira. A possibilidade de eleições diretas para a Presidência da República no Brasil durante o regime ditatorial, se concretizou com a votação da proposta de Emenda Constitucional Dante de Oliveira pelo Congresso. No entanto, a proposta foi rejeitada, frustrando a sociedade brasileira. Ainda assim, os adeptos do movimento conquistaram uma vitória parcial em janeiro do ano seguinte quando Tancredo Neves foi eleito presidente pelo Colégio Eleitoral.

## Precedentes

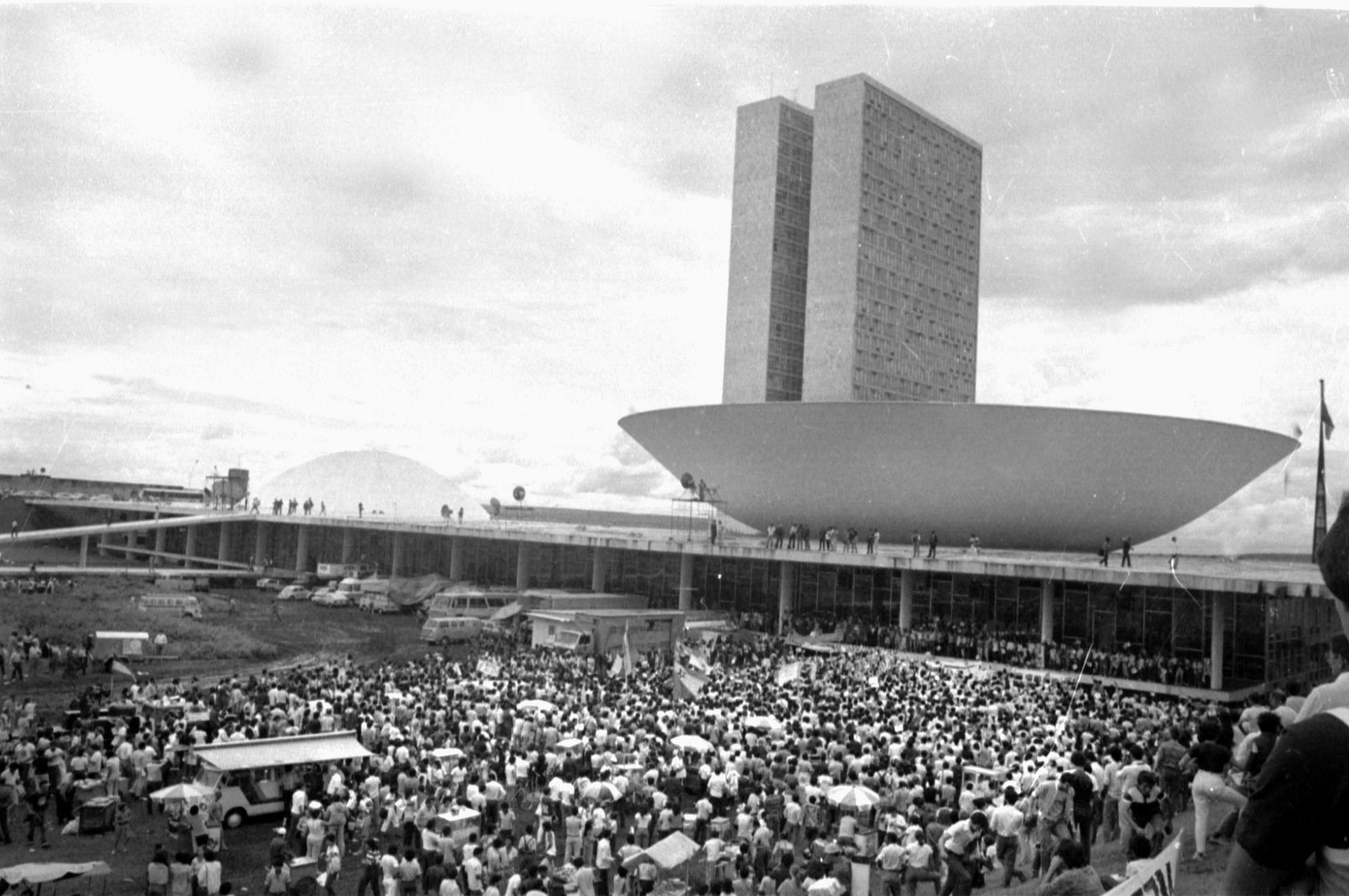
Manifestação em Brasília, diante do Congresso Nacional.

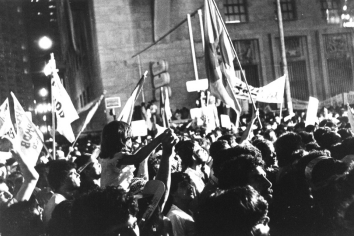
Passeata no centro de São Paulo, em 16 de abril de 1984. Foto: Jorge H. Singh.

A ideia de criar um movimento a favor de eleições diretas foi lançada em 1983, pelo então senador alagoano Teotônio Vilela no programa Canal Livre da Rede Bandeirantes. A primeira manifestação pública a favor de eleições diretas ocorreu no recém-emancipado município de Abreu e Lima, na Região Metropolitana do Recife em Pernambuco, no dia 31 de março de 1983. Organizada por membros do Partido do Movimento Democrático Brasileiro (PMDB) no município, a manifestação foi noticiada pelos jornais do estado. Foi seguida por manifestações em Goiânia, em 15 de junho de 1983 e em Curitiba em novembro do mesmo ano.
Posteriormente, ocorreu também uma manifestação na Praça Charles Miller, em frente ao Estádio do Pacaembu, no dia 27 de novembro de 1983 na cidade de São Paulo. Com o crescimento do movimento, que coincidiu com o agravamento da crise econômica (em que coexistiam inflação, fechando o ano de 1983 com uma taxa de 239%, e uma profunda recessão), houve a mobilização de entidades de classe e de sindicatos. A manifestação contou com representantes de diversas correntes políticas e de pensamento, unidas pelo desejo de eleições diretas para presidente da República. A repressão aumenta, mas o movimento pela liberdade não retrocede e os democratas intensificam as manifestações por eleições diretas. Na televisão, o general Figueiredo classificava como 'subversivos' os protestos que começavam a acontecer em todo o país.
No ano seguinte, o movimento ganhou massa crítica e reuniu condições para se mobilizar abertamente. E foi em São Paulo que a investida democrata ganhou força com um evento realizado no Vale do Anhangabaú, no Centro da Capital, em pleno aniversário da cidade de São Paulo – dia 25 de janeiro. Mais de 1,5 milhão de pessoas se reuniram para declarar apoio ao Movimento das Diretas Já. O ato é liderado por Tancredo Neves, Franco Montoro, Orestes Quércia, Fernando Henrique Cardoso, Mário Covas, Luiz Inácio Lula da Silva e Pedro Simon, além de artistas e intelectuais engajados pela causa. A essa altura, a perda de prestígio do regime militar junto à população era grande. Militares de baixo escalão, com seus salários corroídos pela inflação, começavam a pressionar seus comandantes - que também estavam descontentes.

## Lideranças e personalidades

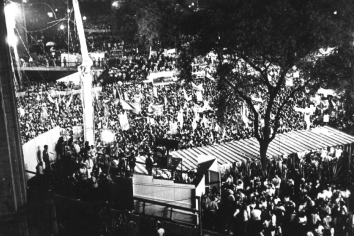
Protesto parte das Diretas Já em São Paulo em 16 de abril de 1984.

O movimento agregou diversos setores da sociedade brasileira. Participaram inúmeros partidos políticos de oposição ao regime ditatorial, além de lideranças sindicais, civis, artísticas, estudantis e jornalísticas. Dentre os políticos, destacaram-se Tancredo Neves, Leonel Brizola, Miguel Arraes, José Richa, Ulysses Guimarães, Franco Montoro, Dante de Oliveira, Mário Covas, Gerson Camata, Orestes Quércia, Luiz Inácio Lula da Silva, Eduardo Suplicy, Roberto Freire, Luís Carlos Prestes, Fernando Henrique Cardoso, Jorge da Cunha Lima, Marcos Freire, Fernando Lyra, Jarbas Vasconcelos e Moreira Franco . Dentre personalidades em geral, destacaram-se Heráclito Fontoura Sobral Pinto, Sócrates (futebolista), Christiane Torloni, Mário Lago, Gianfrancesco Guarnieri, Fafá de Belém, Chico Buarque, Taiguara, Beth Carvalho, Martinho da Vila, Osmar Santos, Juca Kfouri, entre outros.

## Comícios
A cantora paraense Fafá de Belém participou ativamente de todos os 32 comícios realizados no movimento das Diretas Já. Fafá se apresentou gratuitamente em passeatas e comícios, cantando os temas Menestrel das Alagoas, em homenagem a Teotônio Vilela, e o Hino Nacional Brasileiro. Menestrel das Alagoas foi lançado em 1983 no seu álbum intitulado Fafá de Belém e o Hino Nacional Brasileiro lançado em 1985 no álbum Aprendizes da Esperança. Durante a campanha pelas eleições diretas, no final de suas apresentações, Fafá soltava uma pomba branca, gesto que se tornou símbolo do movimento. Numa entrevista dada ao jornal Folha de S.Paulo em 2006, Fafá declarou que Montoro e outros políticos do PMDB não queriam sua participação no movimento e que ela só passou a se apresentar por insistência de Lula. Na mesma entrevista, Fafá declarou ter sido muito próxima a políticos do PT, mas que sua relação com estes se definhou após ela ter declarado seu apoio a Tancredo Neves, a cuja candidatura o partido se opôs. Fafá foi de suma importância para o comício realizado em 10 de abril de 1984, pois foi ela quem conseguiu fazer com que Dante de Oliveira subisse ao palco do evento, alegando para os policiais presentes que ele era o percussionista de sua banda.
| Ano  | Data            | Cidade             | Estado              | Nº de participantes           | Notas |
| ---- | --------------- | ------------------ | ------------------- | ----------------------------- | --- |
| 1983 | 31 de março     | Abreu e Lima       | Pernambuco          | 100                           | Por ser o primeiro ato público, não houve uma grande quantidade de participantes, pois o povo temia retaliação dos militares. |
| 1983 | 15 de junho     | Goiânia            | Goiás               | 5 000                         | Deixou de ser realizado no ginásio da Universidade Católica e ocorreu na Praça Universitária devido o volume de público que compareceu ao evento. |
| 1983 | 26 de junho     | Teresina           | Piauí               | aproximadamente 3 000 pessoas | Ocorreu em frente ao Palácio Karnak |
| 1983 | 12 de agosto    | –                  | Pernambuco          | —                             | Ocorreu em diversas cidades do estado simultaneamente |
| 1983 | 27 de novembro  | São Paulo          | São Paulo           | 15 000                        | Nesta data faleceu o senador Teotônio Vilela |
| 1983 | 9 de dezembro   | Ponta Grossa       | Paraná              | 1 000                         | — |
| 1984 | 5 de janeiro    | Olinda             | Pernambuco          | —                             | — |
| 1984 | 12 de janeiro   | Curitiba           | Paraná              | 40 000                        | Este comício teve a participação de Juan Carlos Quintana, suposto representante do presidente argentino Raúl Alfonsín. Depois descobriu-se que era um agente da ditadura infiltrado a fim de dar a impressão de que o movimento era uma influência internacional.                                      |
| 1984 | 14 de janeiro   | Balneário Camboriú | Santa Catarina      | 20 000                        | Ocorreu na Avenida Atlântica |
| 1984 | 20 de janeiro   | Salvador           | Bahia               | 15 000                        | — |
| 1984 | 21 de janeiro   | Vitória            | Espírito Santo      | 10 000                        | — |
| 1984 | 21 de janeiro   | Campinas           | São Paulo           | 12 000                        | Ocorreu no Largo do Rosário |
| 1984 | 25 de janeiro   | São Paulo          | São Paulo           | 300 000                       | Ocorreu na Praça da Sé |
| 1984 | 26 de janeiro   | João Pessoa        | Paraíba             | 10 000                        | — |
| 1984 | 27 de janeiro   | Olinda             | Pernambuco          | 30 000                        | — |
| 1984 | 29 de janeiro   | Maceió             | Alagoas             | 20 000                        | Ocorreu na Praia da Pajuçara |
| 1984 | 16 de fevereiro | Belém              | Pará                | 60 000                        | Ocorreu na Praça da República |
| 1984 | 16 de fevereiro | Rio de Janeiro     | Rio de Janeiro      | 60 000                        | A primeira passeata das Diretas, percorreu da Igreja da Candelária até a Cinelândia |
| 1984 | 17 de fevereiro | Recife             | Pernambuco          | 12 000                        | Passeata |
| 1984 | 18 de fevereiro | Manaus             | Amazonas            | 6 000                         | — |
| 1984 | 19 de fevereiro | Capão da Canoa     | Rio Grande do Sul   | 50 000                        | Passeata |
| 1984 | 19 de fevereiro | Osasco             | São Paulo           | 25 000                        | — |
| 1984 | 19 de fevereiro | Rio Branco         | Acre                | 7 000                         | — |
| 1984 | 20 de fevereiro | Cuiabá             | Mato Grosso         | 15 000                        | — |
| 1984 | 24 de fevereiro | Belo Horizonte     | Minas Gerais        | 400 000                       | Ocorreu na Praça da Rodoviária, no início da Avenida Afonso Pena, recorde de público do movimento até então |
| 1984 | 26 de fevereiro | —                  | São Paulo           | —                             | Manifestação conjunta em 300 municípios |
| 1984 | 26 de fevereiro | Aracaju            | Sergipe             | 30 000                        | — |
| 1984 | 29 de fevereiro | Juiz de Fora       | Minas Gerais        | 30 000                        | — |
| 1984 | 8 de março      | Anápolis           | Goiás               | 20 000                        | — |
| 1984 | 21 de março     | Rio de Janeiro     | Rio de Janeiro      | 200 000                       | Novamente foi feita uma passeata da Candelária até a Cinelândia |
| 1984 | 22 de março     | Campinas           | São Paulo           | 20 000                        | Foi apenas um concerto musical, sem qualquer discurso político |
| 1984 | 23 de março     | Uberlândia         | Minas Gerais        | 40 000                        | — |
| 1984 | 24 de março     | Campo Grande       | Mato Grosso do Sul  | 40 000                        | Circulação na Avenida Afonso Pena |
| 1984 | 29 de março     | Florianópolis      | Santa Catarina      | 20.000                        | Em frente à catedral onde 4 anos antes ocorrera a Novembrada |
| 1984 | 2 de abril      | Londrina           | Paraná              | 50 000                        | — |
| 1984 | 6 de abril      | Natal              | Rio Grande do Norte | 50 000                        | — |
| 1984 | 7 de abril      | Petrolina          | Pernambuco          | 30 000                        | — |
| 1984 | 10 de abril     | Rio de Janeiro     | Rio de Janeiro      | 1 000 000                     | Comício da Candelária |
| 1984 | 12 de abril     | Goiânia            | Goiás               | 300 000                       | Ocorreu na Praça Cívica |
| 1984 | 13 de abril     | Porto Alegre       | Rio Grande do Sul   | 200 000                       | Foi um dos maiores atos já vistos pela capital gaúcha, em palanque de frente ao Paço Municipal de Porto Alegre. Estavam presentes personalidades como Ulysses Guimarães, Leonel Brizola, Tancredo Neves, Fernando Henrique Cardoso e Luiz Inácio Lula da Silva.                                        |
| 1984 | 16 de abril     | São Paulo          | São Paulo           | 1 500 000                     | Uma passeata saiu da Praça da Sé até o Vale do Anhangabaú, onde ocorreu o comício. Segunda maior manifestação pública da história do Brasil, superada pela manifestação do dia 13 de março de 2016 que reuniu massas contra e a favor do Impeachment de Dilma Rousseff (cerca de 3 milhões de pessoas) |

## A emenda
Eleito pelo PMDB em 1982 e empossado em 1º de fevereiro de 1983, o deputado federal Dante de Oliveira empenhou-se em coletar as assinaturas para apresentar o projeto de emenda constitucional que estabelecia eleições diretas (170 assinaturas de deputados e 23 de senadores). No dia 2 de março de 1983 finalmente apresentou a Proposta de Emenda Constitucional (PEC) n° 5.
Em 25 de abril de 1984, sob grande expectativa dos brasileiros, a emenda das eleições diretas foi votada, obtendo 298 votos a favor, 65 contra e 3 abstenções. Devido a uma manobra de políticos aliados ao regime, não compareceram 112 deputados ao plenário da Câmara dos Deputados no dia da votação. A emenda foi rejeitada por não alcançar o número mínimo de votos para a sua aprovação.
Às vésperas da votação, o Distrito Federal e alguns municípios goianos foram submetidos às Medidas de Emergência do Planalto. No dia 25, houve no final da tarde, um blecaute de energia em parte das regiões sul e sudeste do País, causando apreensão na população que esperava acompanhar a votação pelo rádio. O apagão durou cerca de duas horas e foi, segundo a Eletrobras (empresa estatal que controlava todo o sistema elétrico nacional na época), causado por problemas técnicos na rede de transmissão. Em Brasília, tropas do Exército ocuparam parte da Esplanada dos Ministérios e posicionaram-se também em frente ao Congresso Nacional. Oficialmente estariam ali posicionados para proteger os prédios públicos de atos de desobediência civil. Para a oposição, estes fatos foram mecanismos intimidatórios aplicados pelo governo militar para evitar possíveis surpresas na votação.
Percebendo-se que o poder mudaria de mãos em pouco tempo, iniciou-se um período de mudança de partidos entre parlamentares e políticos em geral. Muitos, que eram convictamente de situação, repentinamente iniciaram uma campanha ferrenha contra a ditadura militar. Essa dissidência era liderada principalmente pelos insatisfeitos do PDS (Arena), que não conseguiram indicar seu candidato para a sucessão por via indireta e não concordavam com a candidatura de Paulo Maluf. Entre os insatisfeitos estavam José Sarney e Aureliano Chaves (Vice-presidente). Conseguiram fazer de José Sarney, então "cacique" do PDS, o novo Presidente do Brasil, após a morte de Tancredo Neves. Dava-se continuidade, assim, ao exercício do poder pelos políticos do PDS/ARENA.

## Consequências
Para reprimir as manifestações populares, durante o mês de abril de 1984, o então presidente João Figueiredo aumentou a censura sobre a imprensa e ordenou prisões, ocorrendo violência policial. Apesar da rejeição da Emenda Dante de Oliveira na Câmara dos Deputados (ver aqui quadro de votação), o movimento pelas "Diretas Já" teve grande importância na redemocratização do Brasil. Suas lideranças passaram a formar a nova elite política brasileira e o processo de redemocratização culminou com a volta do poder civil em 1985, na aprovação de uma nova Constituição Federal de 1988 e com a realização das eleições diretas para Presidente da República em 1989.